# Leocadio Cacho
Leocadio Cacho Martín, político e ingeniero español. Llega, procedente de Palencia, a la provincia de León como empleado del ferrocarril que unirá la Meseta central con Asturias y Galicia, siendo autor del Proyecto de ampliación, o sea ensanche y prolongación desde la Estación de ferro-carril a la ciudad de Astorga (1866).
Convencido republicano, su vida política transcurre paralela a sus trabajos en la línea férrea Palencia-La Coruña. Así en 1869 representa a León en el Pacto Federal Castellano, firmado en Valladolid por los miembros del Partido Republicano Democrático Federal y, posteriormente, es elegido diputado por Lugo en las elecciones a Cortes de 10 de mayo de 1873.
Tras la restauración de la monarquía alfonsina, en 1875, es detenido y pronto puesto en libertad, aunque es desterrado al igual que otros correligionarios como José Garcia de la Foz, José Estrañí o Gumersindo de Azcárate.
Fue maestro y contratista de obras. En abril de 1878, Leocadio Cacho solicitó la concesión para construir un ferrocarril entre Ujo y el Valle de Aller, en Asturias.
En 1883, por Real Orden de 30 de noviembre, recibió la adjudicación de las obras de la Facultad de Medicina de Valladolid.
Se le adjudicó la reconstrucción del Colegio de San Gregorio de Valladolid, en 1885. Fue consocio de Antonio Marsá. En una gárgola del patio del Colegio se lee en cuatro líneas: "Arquitecto-Teodosio Torres-Constructor-Leocadio Cacho". Autor de la Memoria explicativa de la traída de aguas a Astorga (1892).

## Obras
- Proyecto de ampliación, o sea ensanche y prolongación desde la Estación de ferro-carril a la ciudad de Astorga (1866)
- Memoria explicativa de la traída de aguas a Astorga (1892)